# Acanceh
Acanceh (du maya yucatèque « ah cam ceh » qui signifierait « le cerf qui meurt » ou « la complainte du cerf ») est un site archéologique maya situé en contrebas de la localité homonyme au nord-ouest de la péninsule du Yucatán, au Mexique.

## Situation géographique
Le gisement est situé à 21 km au sud-est de Mérida, la capitale du Yucatán, et est accessible par une déviation de l'autoroute qui mène à Mayapan. La cité maya couvrait une superficie de plus de 2 km² et plus de 160 structures précolombiennes ont été localisés dans la zone urbaine et ses alentours. En raison du développement des constructions modernes, la taille de la ville préhispanique ne peut être déterminée que de manière sélective.

## Histoire
Acanceh a été fondée entre 300 et 500, très probablement par les Itzás au cours de leur première migration de l'est à l'ouest de la péninsule du Yucatán, étant venus de la région du lac Bacalar et ayant fondé Chichén Itzá, Izamal et T'Hó (actuellement Mérida) à la même époque. Acanceh est citée dans le Chilam Balam, le récit de la pérégrination des Itzas avant l'établissement de leur règne sur Chichen Itza.
Avant la conquête espagnole du Yucatán, le territoire d'Acanceh était sous la juridiction de la province maya de Chakán.

## Description
Le site comprend une pyramide à degrés ainsi qu'un bâtiment composé de deux structures qu'on a identifié comme étant un « palais », doté d'une frise représentant entre autres des chauve-souris. Ces bâtiments ont été construits entre le Ve siècle et le VIe siècle, bien qu'il y ait aussi des preuves d'une occupation ultérieure. Trois des constructions qui ont été partiellement restaurés sont ouverts aux visites touristiques, bien que d'autres structures récemment découvertes et en cours de fouille soient fermées au public.

### Pyramides

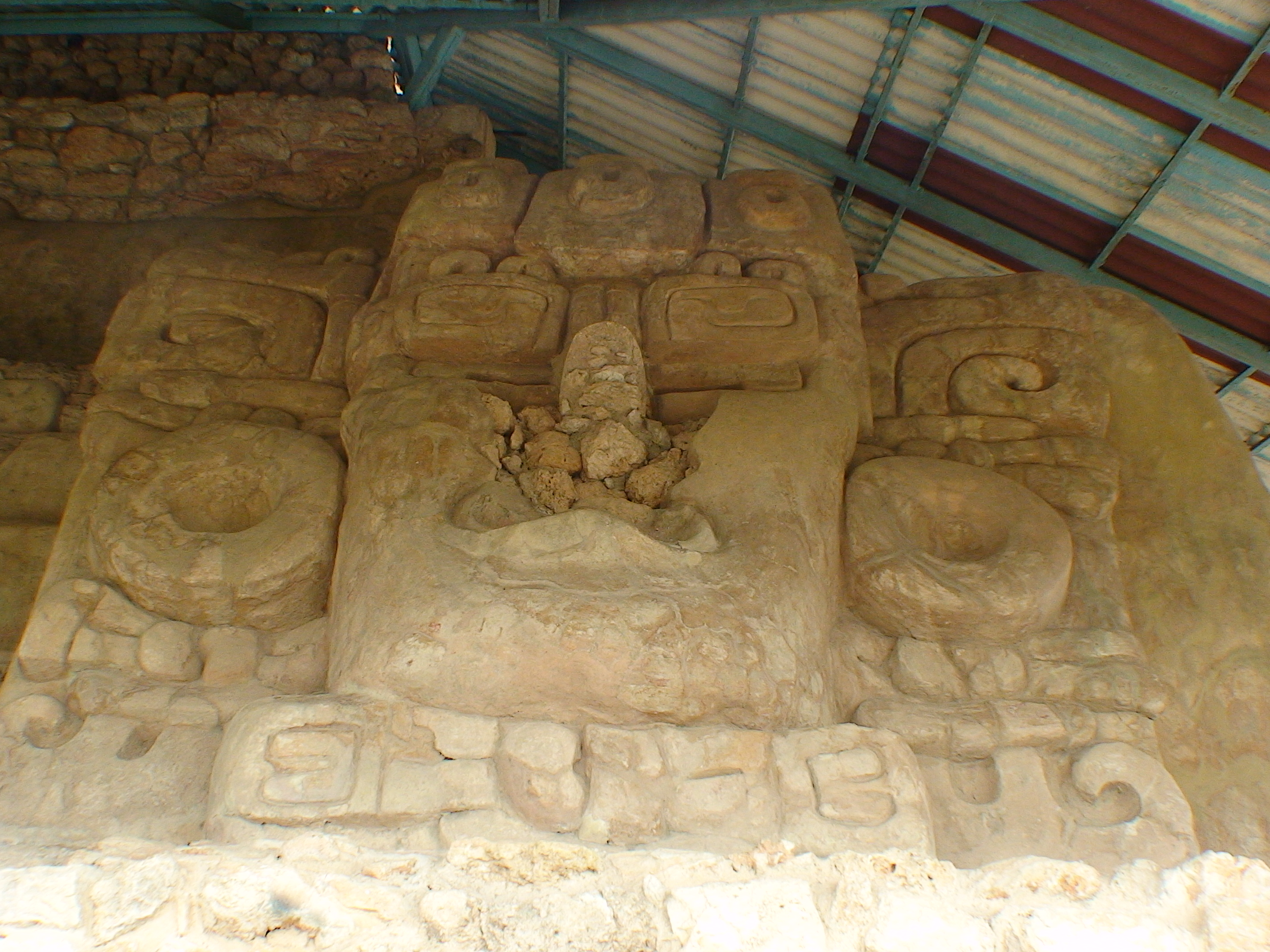
Masque monumental en stuc décorant la pyramide à degrés

Les pyramides sont sur le côté nord de la place principale, à côté de l'église. La pyramide principale mesure environ 11 m de haut et semble avoir été édifiée sur une construction antérieure, dont les masques monumentaux en stuc des deux côtés de l'escalier sont partiellement conservés. Découverts par l'explorateur et photographe Theobert Maler, ils représentent des visages humains encadrés par de nombreux attributs symboliques. Le bâtiment est pourvu de quatre escaliers rentrants orientés vers les points cardinaux,.
Une plus petite pyramide se trouve au nord-est de la pyramide à degrés ; aucun masque en stuc n'a encore été découvert dessus. D'autres structures se trouveraient sous les maisons adjacentes.

### Palais

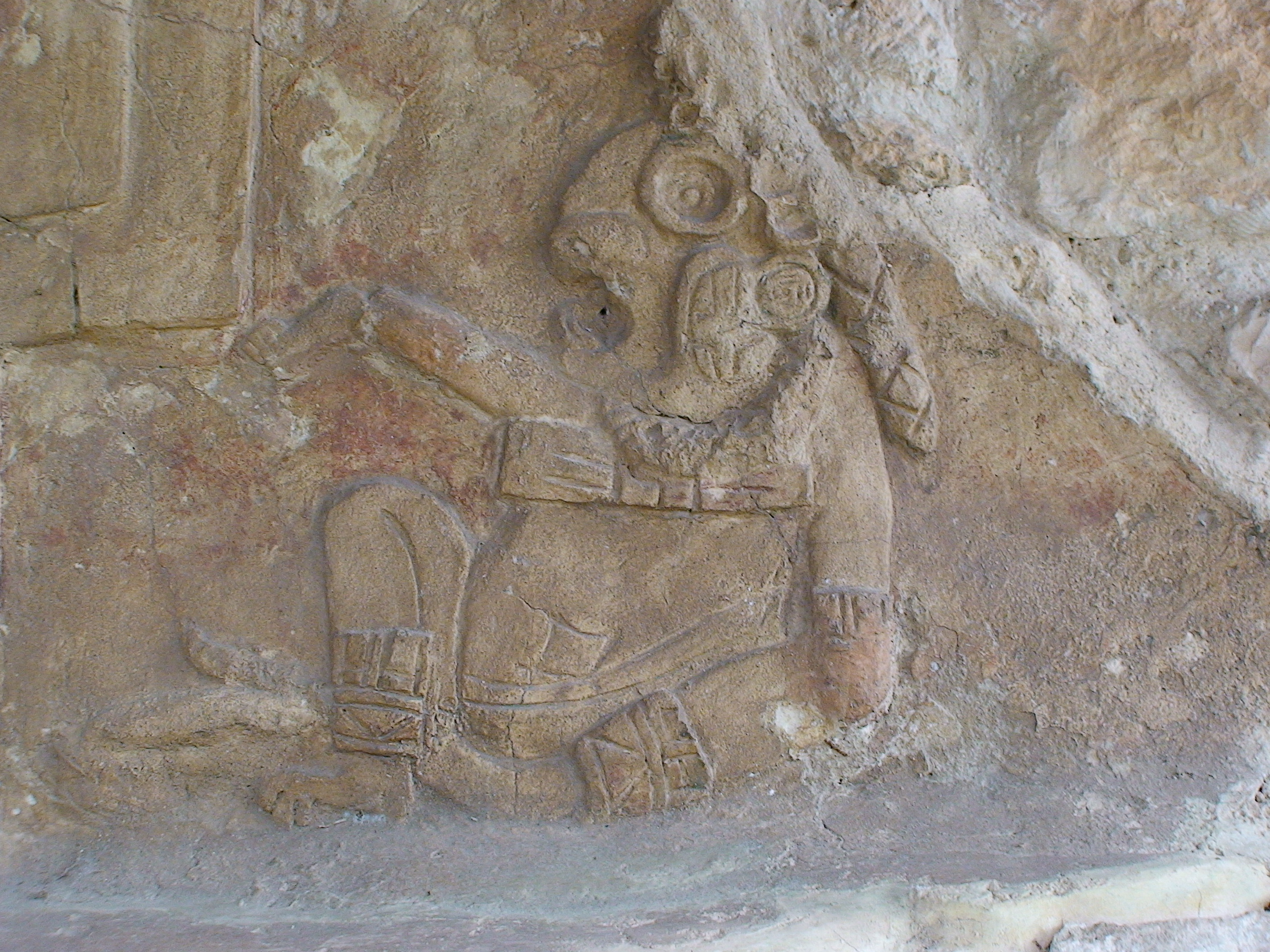
Bas-relief en stuc

À 300 mètres au sud des pyramides, une construction appelée "Palacio de los Estucos" avec une façade modelée par des bas-reliefs en stuc a été découverte sur une large plate-forme au début du XXe siècle. La conception du bâtiment est très complexe et comporte une série de sculptures en pierre intéressantes comme éléments décoratifs. 
Sur le mur supérieur de la façade nord, une imposante frise de 13 mètres de long pour 2 de haut a été mis au jour en 1906 par les habitants du village, qui se servaient du site comme carrière. Elle comporte presque exclusivement des représentations d'animaux tels que des singes et des chauves-souris dans des champs placés en diagonale, qui sont associés aux idées mayas sur le monde souterrain. Toutefois il est difficile de déterminer avec précision la signification de ces ensembles de figures au regard du peu d'information dont on dispose sur la les traditions locales,.